# بخش کارلیسل، شهرستان اوتر تیل، مینه سوتا
بخش کارلیسل (به انگلیسی: Carlisle Township) یک منطقهٔ مسکونی در ایالات متحده آمریکا است که در شهرستان اوتر تیل، مینه‌سوتا واقع شده‌است.
 بخش کارلیسل ۹۲٫۳ کیلومتر مربع مساحت و ۲۱۹ نفر جمعیت دارد و ۳۶۰ متر بالاتر از سطح دریا واقع شده‌است.